# مسابقات جهانی تنیس روی میز ۱۹۹۳
مسابقات جهانی تنیس روی میز ۱۹۹۳ (انگلیسی: 1993 World Table Tennis Championships) چهل و دومین دوره مسابقات جهانی تنیس روی میز است که در شهر یوتبری، سوئد برگزار شده است.
این مسابقات از ۱۱ تا ۲۳ مه ۱۹۹۳ در دو بخش تیمی و انفرادی انجام شده است.

## نتایج

### تیمی
| رویداد     | طلا                                                                            | نقره                                                                   | برنز                                                                           |
| تیمی مردان | سوئد · میکل اپلگرین · پیتر کارلسون · اریک لیند · یورگن پرسون · یان اووه والدنر | چین · لیو گولیانگ · لو لین · ما ونگ · Wang Hao · وانگ تائو · Zhang Lei | آلمان · Oliver Alke · اشتفن فتزنر · Peter Franz · Richard Prause · یورگ روسکوف |
| تیمی زنان  | چین · Chen Zihe · دنگ یاپینگ · گائو جون · چیائو هونگ                           | کرهٔ شمالی · An Hui-Suk · ری پون-هوی · Wi Bok-Sun · یو سون-بوک          | کرهٔ جنوبی · Hong Cha-Ok · Hong Soon-Hwa · هیون جونگ-هوا · Park Hae-Jung        |

### انفرادی
| رویداد        | طلا                 | نقره                     | برنز                    |
| انفرادی مردان | ژان-فیلیپ گاتین     | ژان-میشل سو              | زوران پریموراتس         |
| انفرادی مردان | ژان-فیلیپ گاتین     | ژان-میشل سو              | یان اووه والدنر         |
| انفرادی زنان  | هیون جونگ-هوا       | چن جینگ                  | اوتیلیا بادسکو          |
| انفرادی زنان  | هیون جونگ-هوا       | چن جینگ                  | گائو جون                |
| دونفره مردان  | لو لین وانگ تائو    | ما ونگ Zhang Lei         | کیم تیک-سو یو نام-کیو   |
| دونفره مردان  | لو لین وانگ تائو    | ما ونگ Zhang Lei         | Lin Zhigang لیو گولیانگ |
| دونفره زنان   | لیو وی Qiao Yunping | دنگ یاپینگ چیائو هونگ    | Chen Zihe گائو جون      |
| دونفره زنان   | لیو وی Qiao Yunping | دنگ یاپینگ چیائو هونگ    | Chai Po Wa Chan Tan Lui |
| دونفره مختلط  | وانگ تائو لیو وی    | یو نام-کیو هیون جونگ-هوا | ما ونگ Qiao Yunping     |
| دونفره مختلط  | وانگ تائو لیو وی    | یو نام-کیو هیون جونگ-هوا | لی سونگ یو سون-بوک      |